# Cyclopropylmethylketon
Cyclopropylmethylketon of acetylcyclopropaan is een heldere, ontvlambare vloeistof met als brutoformule C5H8O. Het behoort tot de stofklasse der ketonen en bezit 3 functionele groepen: een methylgroep, carbonylgroep en cyclopropylgroep.

## Synthese
Cyclopropylmethylketon kan bereid worden, uitgaande van α-acetyl-γ-butyrolacton in twee stappen. In een eerste stap wordt met geconcentreerd zoutzuur 5-chloor-2-pentanon gevormd (koolstofdioxide is een nevenproduct), hetgeen daarna met natriumhydroxide en water gekookt wordt gekookt, waarbij ringvorming optreedt en het keton wordt gevormd. In plaats van zoutzuur kan een halide (bijvoorbeeld natriumjodide of lithiumchloride) als katalysator fungeren.
Het wordt ook bekomen door gasvormig cyclopropaancarbonzuur en azijnzuur over een vaste katalysator te leiden bij hoge temperatuur. Nevenproducten van de reactie zijn aceton en dicyclopropylketon.

## Toepassingen
Cyclopropylmethylketon is een veelzijdige bouwsteen in organische synthese, in het bijzonder van geneesmiddelen en landbouwchemicaliën.